# Grêmio de Esportes Maringá
Grêmio de Esportes Maringá, também chamado Grêmio Maringá, é um clube brasileiro de futebol da cidade de Maringá, no estado de Paraná.
Tendo como mando de campo o Estádio Willie Davids, para cerca de 20.000 pessoas, o clube ostenta as conquistas do Torneio dos Campeões da CBD de 1969 a nível nacional, Torneio Centro–Sul de Futebol de 1968 a nível regional, além de três títulos do Campeonato Paranaense entre os seus títulos mais importantes, além de seis participações no Campeonato Brasileiro - Série A, sendo considerado um dos maiores clubes do interior paranaense, graças a essas conquistas.

## História
O Grêmio Maringá é um clube tradicional da cidade de Maringá. O clube já foi tricampeão estadual (1963, 1964 e 1977) e quatro vezes vice-campeão (1965, 1967, 1981 e 2002). O clube já disputou quatro vezes o 1ª divisão do Campeonato Brasileiro e diversas vezes o 1ª divisão do Paraná. Foi desativado em 2004 após ser rebaixado para o Segundo Nível do Campeonato Paranaense e retornou às atividades em 2010. Atualmente está na 3ª Divisão do Campeonato Paranaense e manda seus jogos no Estádio Willie Davids, que atualmente tem capacidade para 20 mil torcedores.

### O início
Em 1961, os esportistas de Maringá se reuniram na iniciativa de fundar um time de futebol. Assim nasceu no dia 7 de julho o Grêmio de Esportes Maringá'. O clube usaria preto e branco em seu uniforme. Sua estreia no estadual ocorre no ano seguinte. Torna-se tricampeão do Interior em 1963, 1964 e 1965, e campeão paranaense em 1963 e 1964. Em 1969, o clube conquistou o Torneio dos Campeões da CBD, e garantiu seu vaga na Copa Libertadores em 1970, mas a CBD decidiu não levar nenhum representante para a competição.
Em 1971 foi construído o Estádio Willie Davids, apelidado na época de Estádio de Araucária, chegou a hora de o estádio ter capacidade para 35 mil torcedores. Com a melhoria do conforto e a introdução de cadeiras, a capacidade foi reduzida para 21.600.
Em 1977, o clube sagrou-se Campeão Estadual pela 3ª vez em sua história, e em 1981 foi vice-campeão. Após essas boas campanhas, o clube fez campanhas apenas regulares nos anos seguintes.
Em 1998 o time pediu licenciamento junto a FPF, sendo assim ficando inativo ate o ano de 2022. Depois do licenciamento, desportistas maringaenses tentam refundar o antigo Grêmio Esportivo Maringá (1961-1971), equipe bicampeã estadual em 1963/64. Por motivos judiciais não se pôde utilizar o nome antigo, assim foi criado o Grêmio Maringá S/S Ltda, usando o mesmo escudo, hino, T.O e basicamente a mesma história do Grêmio Esportivo, entretanto o time criado não conseguiu ter grandes proezas e façanhas igual o Grêmio Esportivo, tendo o pior revés em 2020, quando a Federação Paranaense de Futebol desfiliou o clube , uma vez que a agremiação não disputou nenhuma competição profissional no ano de 2020.

### Atualmente
Em 2022, descontentes com o que se tornou a imagem Grêmio Maringá, o ITGEM (Instituto dos Torcedores do Grêmio Esportivo Maringá) decidiu recuperar o antigo clube, quitou as dividas e conseguiu a refiliação do clube após 24 anos inativo, onde disputou naquele ano a Terceira Divisão do futebol paranaense. O clube conquistou o acesso para a Segundona ao vencer o Araucária nos pênaltis e o título ao vencer o Patriotas, com uma campanha de 12 vitórias, 3 empates e apenas 1 derrota.
Além disso, está envolvido em brigas judiciais pela posse do nome do clube contra o Grêmio Maringá S/S Ltda, o que faz com que atualmente haja 2 grupos que se denominam detentores do nome "Grêmio Maringá".
Em 2023 disputou a 2ª divisão do paranaense onde conseguiu salvar-se do rebaixamento na última rodada, garantindo o direito de disputá-la novamente em 2024.
Em 2024, em uma campanha desastrosa, o galo de aço não conquistou nenhum ponto sequer, com derrotas de 0x7 contra o Foz do Iguaçu e 0x8 para o Nacional, e foi rebaixado para a 3° Divisão Paranaense de 2025

## Clássicos

### Clássico do Café
O Clássico do Café é um dos grandes clássicos do Paraná e principal do interior do Brasil, disputado entre Grêmio Maringá e Londrina. O clássico surgiu na década de 1960 com a fundação do clube Maringá da era da riqueza proveniente das plantações de café da região que deu nome ao clássico.
Atingiu seu apogeu nas décadas de 1970 e 1980, quando os dois clubes travaram batalhas mortais em arenas lotadas. Os dois clubes conquistaram seis títulos estaduais paranaenses e vários títulos do interior. O Londrina Esporte Clube foi Campeão do 2ª divisão do Campeonato Brasileiro em 1981 e o Grêmio Maringá foi campeão do Torneio dos Campeões da CBD em 1969 , torneio equivalente à Copa do Brasil.
Atualmente o clássico não tem o mesmo prestígio, o Londrina Esporte Clube está disputando a 1ª divisão do Campeonato Paranaense e o Grêmio de Esportes Maringá não disputa a 1ª divisão desde 2004.

### Derby Maringaense
O Derby Maringaense está longe do valor e importância do Clássico do Café, é disputado entre Grêmio Maringá x Maringá FC, começou a ser disputado em 2010 e o histórico de confrontos é o seguinte:
- Jogos: 6
- Vitórias do Grêmio Maringá: 2
- Empates: 1
- Vitórias do Maringá FC: 3
- Gols do Grêmio Maringá: 7
- Gols do Maringá FC: 14

## Títulos

### Nacional
- Torneio dos Campeões da CBD:
  - Campeão: 1969

### Regional
- Torneio Centro-Sul:
  - Campeão: 1968

### Estadual
- Campeonato Paranaense:
  - Campeão (3): 1963, 1964, 1977
  - Vice-campeão (4): 1965, 1967, 1981, 2002
- Taça FPF: 1999
- Campeonato Paranaense de Futebol - Segunda Divisão: 2001
- Campeonato Paranaense de Futebol - Terceira Divisão: 2022

## Estatísticas

### Participações
|  | Participações em 2025 |

| Competição | Competição            | Temporadas | Melhor campanha             | Estreia | Última | P | R |
| Paraná     | Campeonato Paranaense | 36         | Campeão (1963, 1964 e 1977) | 1962    | 2004   |   | 1 |
| Paraná     | 2ª Divisão            | 9          | Campeão (2001)              | 1999    | 2024   | 1 | 3 |
| Paraná     | 3ª Divisão            | 6          | Campeão (2022)              | 2010    | 2025   | 3 | – |
| Brasil     | Série A               | 6          | 16º colocado (1964 e 1965)  | 1964    | 1982   | – | – |
| Brasil     | Série B               | 7          | 10º colocado (1980)         | 1980    | 1991   | – | – |
| Brasil     | Série C               | 3          | 14º colocado (1992)         | 1992    | 2003   | – | – |

## Torcidas organizadas
A Torcida Galo Terror (TGT) é a torcida organizada do clube. Foi fundada em 10/04/1989 e permanece ativa até os dias atuais apoiando o Grêmio Maringá.
No entanto, entre 2005 e 2008, período de hiato do Grêmio Maringá, a Galo Terror apoiou o extinto ADAP/Galo Maringá.